# Coelernos
Los coelernos o coelerni eran un pueblo celta de la antigua provincia romana de Gallaecia, que tuvieron su centro en Castromao, en el actual municipio de Celanova, en el suroeste de la actual provincia de Orense, España.

## Reducción geográfica
Para este pueblo, o civitas galaica, fueron indicadas en el pasado varias localizaciones, casi todas poniéndolas en zonas diversas de los actuales Trás-os-Montes, en el nordeste del actual Portugal. Pero en 1970, en el mencionado castro de Castromao, muy cerca de Vilanova dos Infantes, fue encontrada una tessera hospitalitatis, datada en el año 132, en la que se establece un pacto entre los coelernos, por un lado, que son citados expresamente, y, por otro lado, un prefecto de la cohorte I de los celtíberos y un legado. Este documento permite identificar Coeliobriga, la capital de esta tribu, con este castro.
Aunque ha habido intentos por vincular el nombre de los coelernos con la actual localidad de Celanova, se debe indicar que carecen de base. Celanova es un nombre altomedieval, del siglo X, como así lo indica la documentación de fundación del monasterio por San Rosendo, en la que expresamente se recoge que el lugar donde se va asentar el cenobio se llama Villare, y que ahora se denominará Celanova.

## La tessera de Castromao

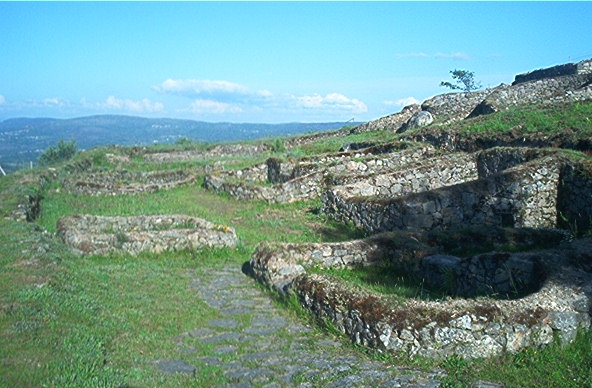
Castro de Castromao, antiga Coeliobriga, castro-capital de los coelernos.

La tessera, encontrada en el castro, se conserva hoy en el Museo Arqueológico de Orense. El texto de la Tessera Hospitalitatis es el siguiente: 
G(neo) IVLIO. SERVIO. AUGURINO. G(neo) TREBIO. SERGIANO. CO(n)S(ulibus). COELERNI. EX-HISPANIA. CITERIORE. CONVENTUS. BRACARI. CVM. G ( neo). AN TONIO. AQUILO. NOVAUGUSTANO. PRAEF(ecto). COH(ortis). I. CELTIBERORUM. LIBERIS. POSTERISQUE. EIVS. HOSPITIUM. FECERUNT. G(neus). ANTONIVS. AQVILVS. CUM. COELERNIS. LIBERIS. POSTERISQUE. EORUM. HOSPITIUM. FECIT. LEGATUS. EGIT P(ublius). CAMPANIVS. GEMINVS.
Puede traducirse así: 
Siendo cónsules Gneo Xulio Augurino y Gneo Trebio Sergiano, los Coelernos de la Hispania Citerior y del convento bracarense, realizaron un pacto de hospitalidad con Gneo Antonio Aquilino Novaugustano, prefecto de la Cohorte I de los Celtíberos, con sus hijos y con sus descendientes. Gneo Antonio Aquilo hizo un pacto de hospitalidad con los Coelernos, sus hijos y sus descendientes. Actuó como legado Publio Campanio Gemino.
Gracias a este documento de primera magnitud se puede establecar que dicho poblado de castromao era la capital de esta tribu. Asimismo apareció una ventana con un trisquel calado y lo que parece ser la estatua representando un mono.